# Boteco
Boteco ou botequim é um pequeno estabelecimento comercial onde se vendem bebidas e pequenos lanches no Brasil. Em Portugal, o termo utilizado para descrever os estabelecimentos comerciais similares são tasca, tasquinha ou taberna.

## Etimologia

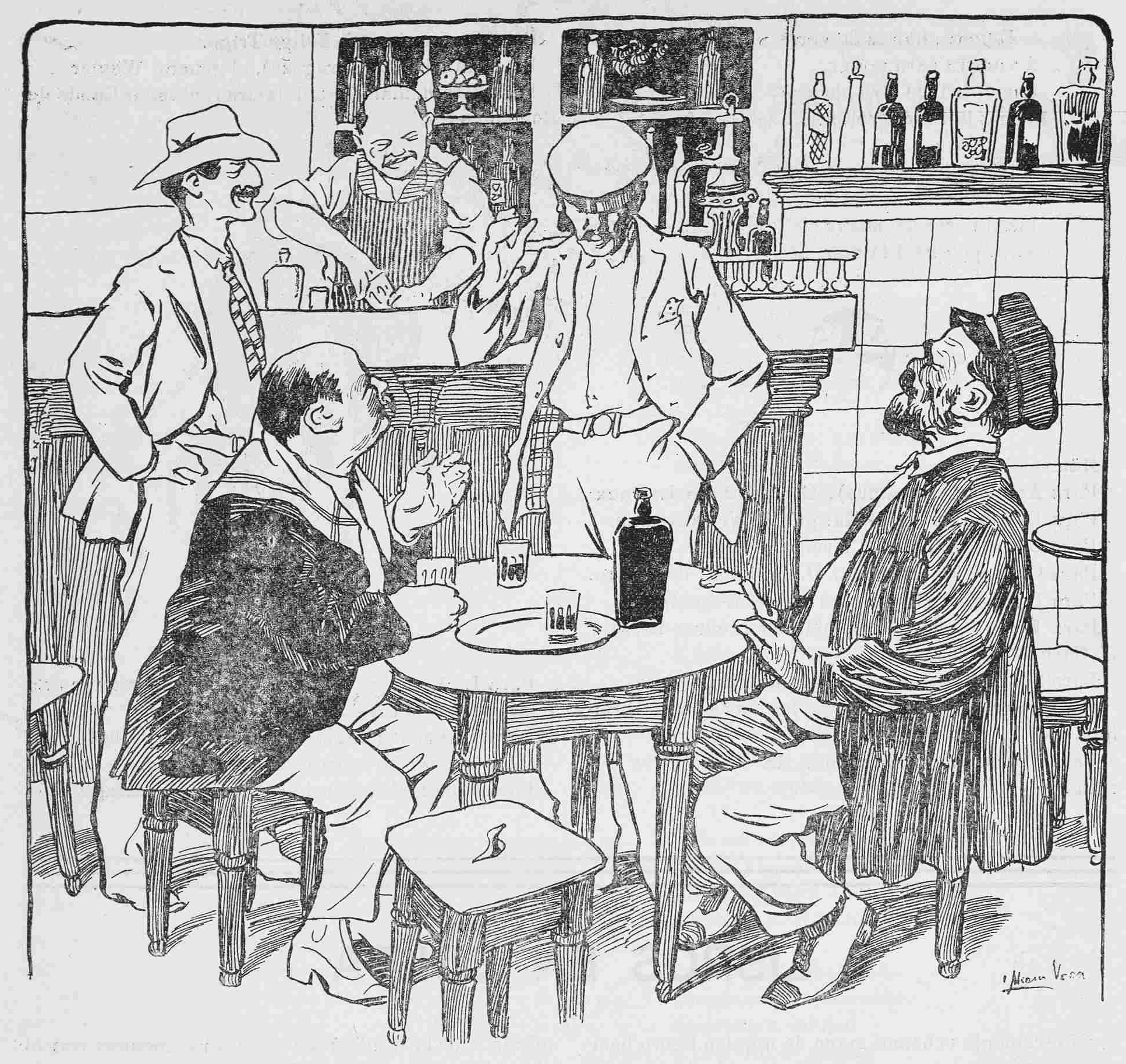
Ilustração de um grupo de clientes numa mesa de boteco

"Boteco" é uma derivação regressiva de "botequim", que provém de "botiquim", diminutivo de "botica" no tempo em que esta palavra era utilizada para descrever uma loja, em vez de farmácia, como acontece atualmente no Brasil. A palavra "Botica" deriva do grego apothéke, que significa "depósito", "casa de bebidas" ou "loja em que se vendiam gêneros a retalho".

## No Brasil
No Brasil, os botecos ou botequins ficaram tradicionalmente conhecidos como um lugar que servia e ainda hoje serve como ponto de encontro entre boêmios, providenciando no seu estabelecimento a venda de várias bebidas e petiscos baratos. Em várias cidades brasileiras, os botecos mais simples e que carecem de boas condições sanitárias, são chamados de "copo-sujo" ou "pé-sujo", além dos diminutivos "botequim" e "butiquim".

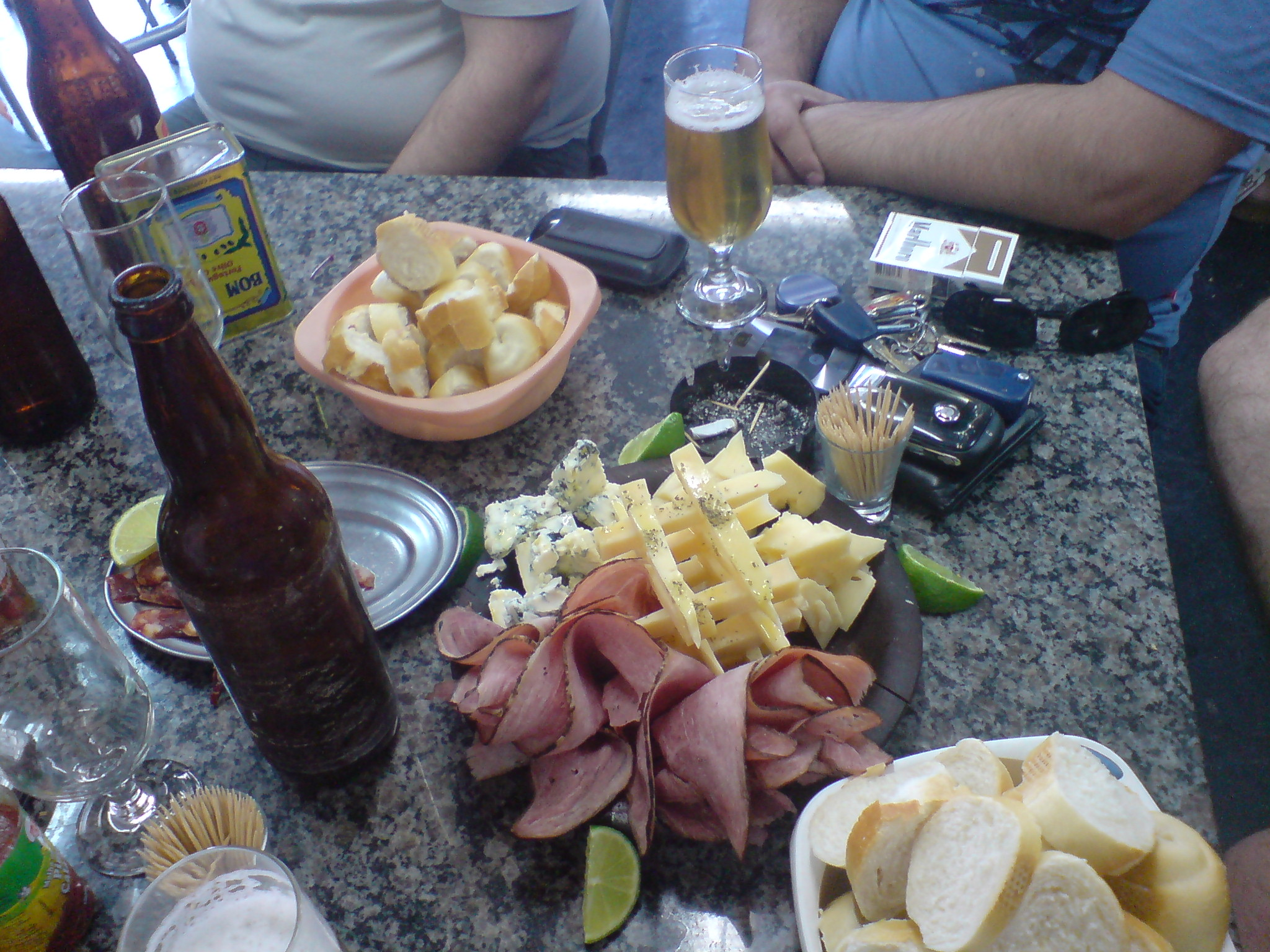
Petiscos servidos num boteco brasileiro (pão, queijo, fiambre e linguiça)

Em Belo Horizonte, cidade nacionalmente conhecida como a "capital nacional do boteco", existem cerca de 12000 estabelecimentos, mais bares per capita do que qualquer outra cidade do mundo. O Mercado Central de Belo Horizonte aglomera vários exemplos dos tradicionais botecos da capital mineira, com famosos tira-gostos.

### Comidas típicas

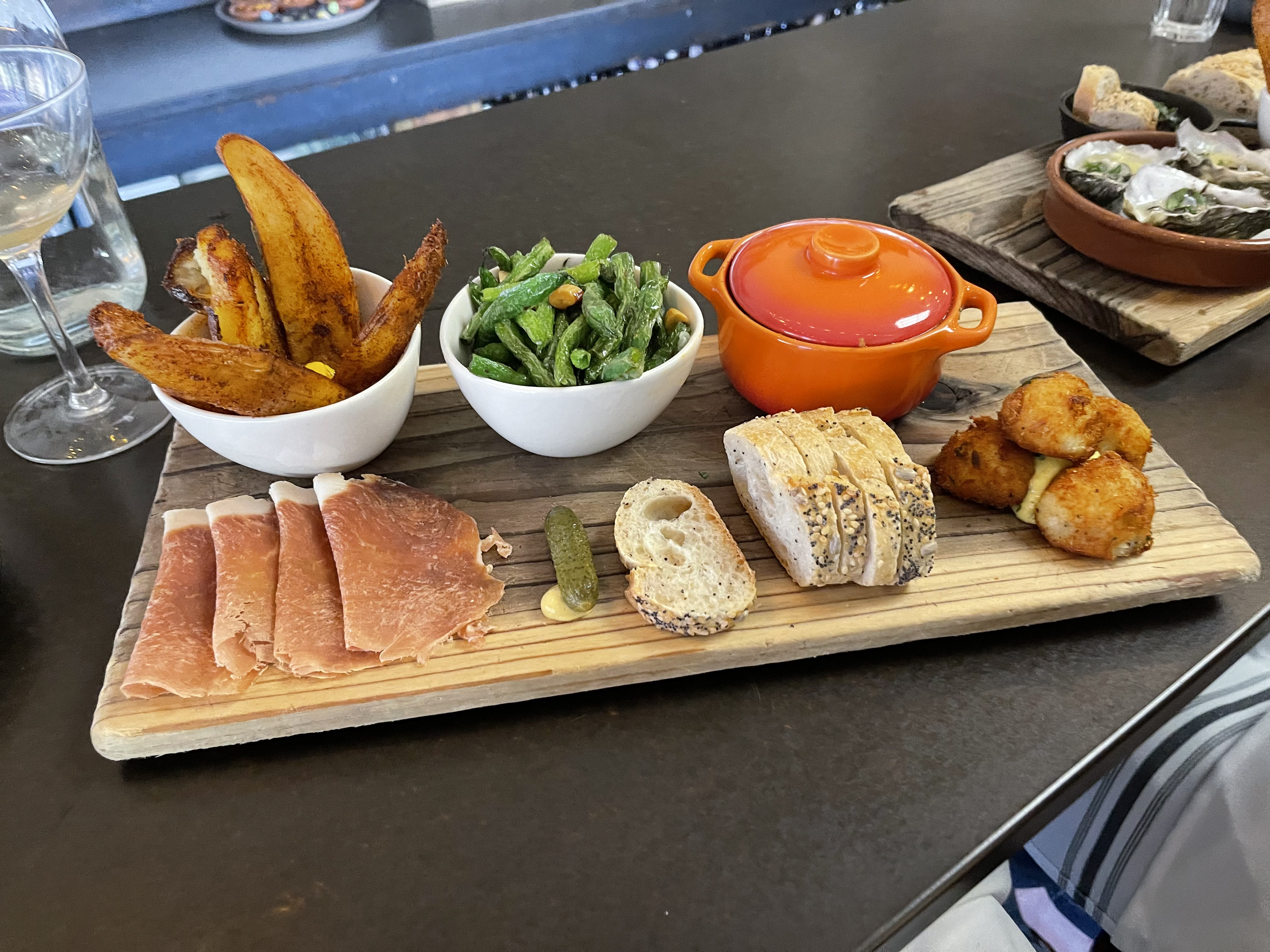
Petiscos servidos numa tasca portuguesa na Califórnia (batatas fritas, presunto, pão, feijão verde cozido, pastéis de bacalhau e chanfana)

Inspirados na cozinha europeia, com especial influência pela gastronomia portuguesa, espanhola, inglesa e italiana, é possível encontrar entre muitos outros aperitivos ou tira-gostos, os seguintes:
- Aros ou anéis de cebola;
- Amendoim simples ou torrado;
- Batata frita;
- Bolinho de arroz;
- Bolinho de bacalhau;
- Bolinho de carne;
- Bolinho de queijo;
- Bolinho de mandioca;
- Bolovo
- Caldos (em especial o de feijão);
- Chouriço apimentado;
- Coxinha de frango;
- Croquete de carne;
- Espetinho de camarão ou frango;
- Frango à passarinho;
- Fígado ou linguiça calabresa acebolada;
- Jiló, mandioca ou polenta frita;
- Pastel de carne, frango ou queijo;
- Picles;
- Tripas de porco fritas;
- Torresmos.

### Bebidas típicas
- Cerveja;
- Chope;
- Caipirinha e suas derivações - Caipirosca e Caipiríssima;
- Batidas;
- Cachaça;
- Vinho;
- Licores;
- Destilados em geral.